# NJPW STRONG Openweight Tag Team Championship
El STRONG Openweight Tag Team Championship (Campeonato en Parejas de Peso Abierto STRONG, en español) es un campeonato de lucha libre profesional, perteneciente a New Japan Pro-Wrestling (NJPW). El título fue anunciado el 8 de junio de 2022, con los campeones inaugurales coronados en la final de un torneo durante las grabaciones del episodio High Alert de NJPW Strong. Los campeones actuales son United Empire (Templario & TJP), quienes se encuentran en su primer reinado como equipo.
Es el segundo campeonato cuyo nombre se debe al programa de televisión producido por NJPW en Estados Unidos, NJPW Strong, donde el título debe ser defendido con regularidad. La naturaleza de peso abierto del título significa que tanto luchadores de categoría Heavyweight como Junior Heavyweight son aptos para competir por él.

## Historia
El 8 de junio de 2022, NJPW anunció la creación del campeonato, que se disputaría en un torneo de ocho equipos para determinar los campeones inaugurales, que culminaría en una lucha final en las grabaciones del episodio High Alert de NJPW Strong el 24 de julio de 2022. Aussie Open (Kyle Fletcher & Mark Davis) derrotaron a Christopher Daniels & Yuya Uemura en la final del torneo para convertirse en los campeones inaugurales.

### Torneo por el título
|  | Cuartos de final Strong: Ignition 19 de junio          | Cuartos de final Strong: Ignition 19 de junio          | Cuartos de final Strong: Ignition 19 de junio |                                   |                                   | Semifinales Strong: Ignition 19 de junio | Semifinales Strong: Ignition 19 de junio | Semifinales Strong: Ignition 19 de junio |  |             | Final Strong: High Alert 24 de julio | Final Strong: High Alert 24 de julio | Final Strong: High Alert 24 de julio |  |
|  |                                                        |                                                        |                                               |                                   |                                   |                                          |                                          |                                          |  |             |                                      |                                      |                                      |  |
|  |                                                        |                                                        |                                               |                                   |                                   |                                          |                                          |                                          |  |             |                                      |                                      |                                      |  |
|  | Stray Dog Army (Barrett Brown & Misterioso)            | Stray Dog Army (Barrett Brown & Misterioso)            | Pin                                           |                                   |                                   |                                          |                                          |                                          |  |             |                                      |                                      |                                      |  |
|  | Stray Dog Army (Barrett Brown & Misterioso)            | Stray Dog Army (Barrett Brown & Misterioso)            | Pin                                           |                                   |                                   |                                          |                                          |                                          |  |             |                                      |                                      |                                      |  |
|  | Midnight Heat (Eddie Pearl & Ricky Gibson)             | Midnight Heat (Eddie Pearl & Ricky Gibson)             | 8:28                                          |                                   |                                   |                                          |                                          |                                          |  |             |                                      |                                      |                                      |  |
|  | Midnight Heat (Eddie Pearl & Ricky Gibson)             | Midnight Heat (Eddie Pearl & Ricky Gibson)             | 8:28                                          |                                   | Stray Dog Army                    | Stray Dog Army                           | 7:27                                     |                                          |  |             |                                      |                                      |                                      |  |
|  |                                                        |                                                        |                                               |                                   | Stray Dog Army                    | Stray Dog Army                           | 7:27                                     |                                          |  |             |                                      |                                      |                                      |  |
|  |                                                        |                                                        | Aussie Open                                   | Aussie Open                       | Pin                               |                                          |                                          |                                          |  |             |                                      |                                      |                                      |  |
|  | Aussie Open (Kyle Fletcher & Mark Davis)               | Aussie Open (Kyle Fletcher & Mark Davis)               | Aussie Open                                   | Aussie Open                       | Pin                               | Pin                                      |                                          |                                          |  |             |                                      |                                      |                                      |  |
|  | Aussie Open (Kyle Fletcher & Mark Davis)               | Aussie Open (Kyle Fletcher & Mark Davis)               |                                               |                                   |                                   |                                          |                                          |                                          |  |             |                                      |                                      |                                      |  |
|  | The Dark Order (Alan Angels & Evil Uno)                | The Dark Order (Alan Angels & Evil Uno)                | 12:44                                         |                                   |                                   |                                          |                                          |                                          |  |             |                                      |                                      |                                      |  |
|  | The Dark Order (Alan Angels & Evil Uno)                | The Dark Order (Alan Angels & Evil Uno)                | 12:44                                         |                                   |                                   |                                          |                                          |                                          |  | Aussie Open | Aussie Open                          | Pin                                  |                                      |  |
|  |                                                        |                                                        |                                               |                                   |                                   |                                          |                                          |                                          |  | Aussie Open | Aussie Open                          | Pin                                  |                                      |  |
|  |                                                        |                                                        | Christopher Daniels & Yuya Uemura             | Christopher Daniels & Yuya Uemura | 11:57                             |                                          |                                          |                                          |  |             |                                      |                                      |                                      |  |
|  | Christopher Daniels & Yuya Uemura                      | Christopher Daniels & Yuya Uemura                      | Christopher Daniels & Yuya Uemura             | Christopher Daniels & Yuya Uemura | 11:57                             | Pin                                      |                                          |                                          |  |             |                                      |                                      |                                      |  |
|  | Christopher Daniels & Yuya Uemura                      | Christopher Daniels & Yuya Uemura                      |                                               |                                   |                                   |                                          |                                          |                                          |  |             |                                      |                                      |                                      |  |
|  | The Factory (Aaron Solow & Nick Comoroto)              | The Factory (Aaron Solow & Nick Comoroto)              | 9:17                                          |                                   |                                   |                                          |                                          |                                          |  |             |                                      |                                      |                                      |  |
|  | The Factory (Aaron Solow & Nick Comoroto)              | The Factory (Aaron Solow & Nick Comoroto)              | 9:17                                          |                                   | Christopher Daniels & Yuya Uemura | Christopher Daniels & Yuya Uemura        | Pin                                      |                                          |  |             |                                      |                                      |                                      |  |
|  |                                                        |                                                        |                                               |                                   | Christopher Daniels & Yuya Uemura | Christopher Daniels & Yuya Uemura        | Pin                                      |                                          |  |             |                                      |                                      |                                      |  |
|  |                                                        |                                                        | TMDK                                          | TMDK                              | 10:02                             |                                          |                                          |                                          |  |             |                                      |                                      |                                      |  |
|  | West Coast Wrecking Crew (Jorel Nelson & Royce Isaacs) | West Coast Wrecking Crew (Jorel Nelson & Royce Isaacs) | TMDK                                          | TMDK                              | 10:02                             | 10:21                                    |                                          |                                          |  |             |                                      |                                      |                                      |  |
|  | West Coast Wrecking Crew (Jorel Nelson & Royce Isaacs) | West Coast Wrecking Crew (Jorel Nelson & Royce Isaacs) |                                               |                                   |                                   |                                          |                                          |                                          |  |             |                                      |                                      |                                      |  |
|  | TMDK (Mikey Nicholls & Shane Haste)                    | TMDK (Mikey Nicholls & Shane Haste)                    | Pin                                           |                                   |                                   |                                          |                                          |                                          |  |             |                                      |                                      |                                      |  |
|  | TMDK (Mikey Nicholls & Shane Haste)                    | TMDK (Mikey Nicholls & Shane Haste)                    | Pin                                           |                                   |                                   |                                          |                                          |                                          |  |             |                                      |                                      |                                      |  |
|  |                                                        |                                                        |                                               |                                   |                                   |                                          |                                          |                                          |  |             |                                      |                                      |                                      |  |

## Campeones

### Campeones actuales
Los campeones actuales son United Empire (Templario & TJP), quienes se encuentran en su primer reinado en conjunto. Templario & TJP ganaron los campeonatos tras derrotar a los excampeones World Class Wrecking Crew (Jorel Nelson & Royce Isaacs) el 9 de mayo de 2025 en Resurgence.
Templario & TJP registran hasta el 15 de agosto de 2025 las siguientes defensas televisadas:
1. vs. Los Hermanos Chavez (Ángel de Oro & Niebla Roja) (27 de junio de 2025, CMLL Viernes Espectacular)

### Lista de campeones
| N.º | Campeones                                                        | Lucha                   | Lucha                         | Lucha                            | Estadísticas | Estadísticas | Estadísticas      | Notas y referencias |
| N.º | Campeones                                                        | Fecha                   | Evento                        | Ubicación                        | Reinado      | Días         | Defensas exitosas | Notas y referencias |
| --- | ---------------------------------------------------------------- | ----------------------- | ----------------------------- | -------------------------------- | ------------ | ------------ | ----------------- | --- |
| 1   | Aussie Open (Kyle Fletcher (1) & Mark Davis (1))                 | 24 de julio de 2022     | NJPW Strong: High Alert       | Charlotte, Carolina del Norte    | 1            | 96           | 3                 | Derrotaron a Christopher Daniels & Yuya Uemura en la final de un torneo para convertirse en los primeros campeones. Emitido el 13 de agosto en diferido. |
| 2   | The Motor City Machine Guns (Alex Shelley (1) & Chris Sabin (1)) | 28 de octubre de 2022   | Rumble on 44th Street         | Nueva York, Nueva York           | 1            | 169          | 3                 | Fue un Triple Threat match, el cual incluyó también a Kevin Knight & The DKC.                                                                            |
| 3   | Aussie Open (Kyle Fletcher (2) & Mark Davis (2))                 | 15 de abril de 2023     | Capital Collision             | Washington D. C., Estados Unidos | 2            | 36           | 1                 | Fue un Triple Threat match, el cual incluyó también a Kazuchika Okada & Hiroshi Tanahashi.                                                               |
| —   | Vacante                                                          | 21 de mayo de 2023      | Resurgence                    | Long Beach, California           | —            | —            | —                 | Debido a una lesión sufrida por Mark Davis. |
| 4   | Bishamon (Hirooki Goto (1) & Yoshi-Hashi (1))                    | 4 de junio de 2023      | Dominion 6.4 in Osaka-jo Hall | Osaka, Japón                     | 1            | 30           | 0                 | Derrotaron a House of Torture (Evil & Yujiro Takahashi) y United Empire (Great-O-Khan & Aaron Henare) en un Triple Threat match.                         |
| 5   | Bullet Club War Dogs (Alex Coughlin (1) & Gabe Kidd (1))         | 4 de julio de 2023      | NJPW Strong: Independence Day | Tokio, Japón                     | 1            | 97           | 0                 | [ 11 ] |
| 6   | Guerrillas of Destiny (El Phantasmo (1) & Hikuleo (1))           | 9 de octubre de 2023    | Destruction in Ryogoku        | Tokio, Japón                     | 1            | 186          | 5                 | [ 12 ] |
| 7   | TMDK (Mikey Nicholls (1) & Shane Haste (1))                      | 12 de abril de 2024     | Windy City Riot               | Chicago, Illinois                | 1            | 29           | 1                 | Fue un Four Way match, el cual incluyó también a West Coast Wrecking Crew (Jorel Nelson & Royce Isaacs), y Fred Rosser & Tom Lawlor.                     |
| 8   | Guerrillas of Destiny (El Phantasmo (2) & Hikuleo (2))           | 11 de mayo de 2024      | Resurgence                    | Ontario, California              | 2            | 29           | 0                 | [ 14 ] |
| 9   | TMDK (Mikey Nicholls (2) & Shane Haste (2))                      | 9 de junio de 2024      | Dominion 6.9 in Osaka-jo Hall | Osaka, Japón                     | 2            | 152          | 2                 | Fue un 4WAY Tornado Elimination match, el cual incluyó también a Bullet Club (Chase Owens & KENTA) y Bishamon (Hirooki Goto & Yoshi-Hashi).              |
| 10  | Grizzled Young Veterans (James Drake (1) & Zack Gibson (1))      | 8 de noviembre de 2024  | Fighting Spirit Unleashed     | Lowell, Massachusetts            | 1            | 37           | 1                 | [ 16 ] |
| 11  | World Class Wrecking Crew (Jorel Nelson (1) & Royce Isaacs (1))  | 15 de diciembre de 2024 | Strong Style Evolved          | Long Beach, California           | 1            | 145          | 2                 | [ 17 ] |
| 12  | United Empire (Templario (1) & TJP (1))                          | 9 de mayo de 2025       | Resurgence                    | Ontario, California              | 1            | 98+          | 1                 | [ 18 ] |

### Total de días con el título
La siguiente lista muestra el total de días que un equipo o un luchador ha poseído el campeonato, si se suman todos los reinados que posee. Actualizado a la fecha del 15 de agosto de 2025.

#### Por equipos
| + | Indica a los campeones actuales |

| N.º | Equipo                                                   | Reinados | Total de días |
| --- | -------------------------------------------------------- | -------- | ------------- |
| 1   | Guerrillas of Destiny (El Phantasmo & Hikuleo)           | 2        | 215           |
| 2   | TMDK (Mikey Nicholls & Shane Haste)                      | 2        | 181           |
| 3   | The Motor City Machine Guns (Alex Shelley & Chris Sabin) | 1        | 169           |
| 4   | World Class Wrecking Crew (Jorel Nelson & Royce Isaacs)  | 1        | 145           |
| 5   | Aussie Open (Kyle Fletcher & Mark Davis)                 | 2        | 132           |
| 6   | United Empire (Templario & TJP)                          | 1        | 98+           |
| 7   | Bullet Club War Dogs (Alex Coughlin & Gabe Kidd)         | 1        | 97            |
| 8   | Grizzled Young Veterans (James Drake & Zack Gibson)      | 1        | 37            |
| 9   | Bishamon (Hirooki Goto & Yoshi-Hashi)                    | 1        | 30            |

#### Por luchador

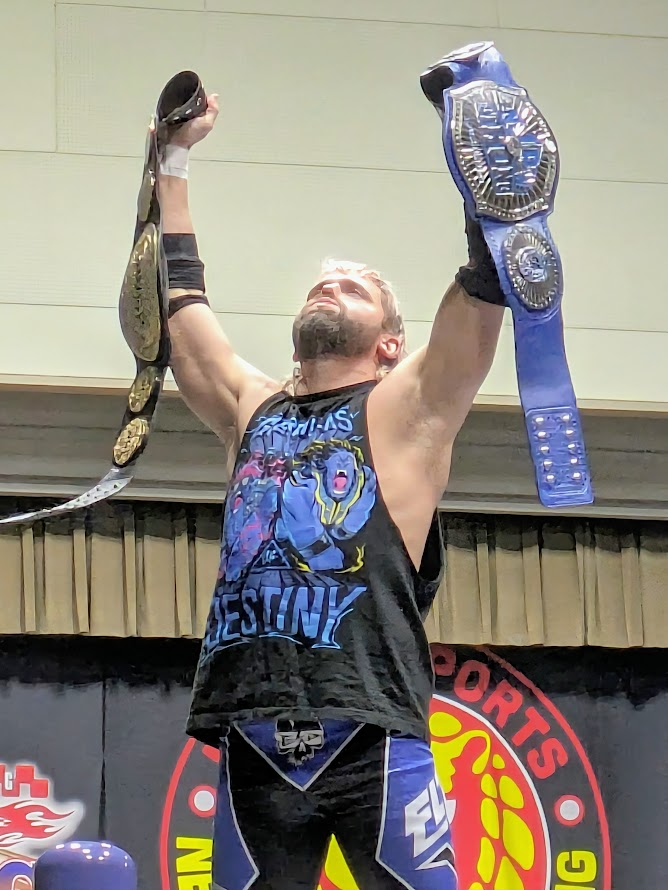
El Phantasmo posee los récords de más reinados con dos y de días acumulativos como campeón con 215 días.

| + | Indica al campeón actual |

| N.º | Campeón        | Reinados | Total de días |
| --- | -------------- | -------- | ------------- |
| 1   | El Phantasmo   | 2        | 215           |
| 1   | Hikuleo        | 2        | 215           |
| 3   | Mikey Nicholls | 2        | 181           |
| 3   | Shane Haste    | 2        | 181           |
| 5   | Alex Shelley   | 1        | 169           |
| 5   | Chris Sabin    | 1        | 169           |
| 7   | Jorel Nelson   | 1        | 145           |
| 7   | Royce Isaacs   | 1        | 145           |
| 9   | Kyle Fletcher  | 2        | 132           |
| 9   | Mark Davis     | 2        | 132           |
| 11  | Templario      | 1        | 98+           |
| 11  | TJP            | 1        | 98+           |
| 13  | Alex Coughlin  | 1        | 97            |
| 13  | Gabe Kidd      | 1        | 97            |
| 15  | James Drake    | 1        | 37            |
| 15  | Zack Gibson    | 1        | 37            |
| 17  | Hirooki Goto   | 1        | 30            |
| 17  | Yoshi-Hashi    | 1        | 30            |

### Mayor cantidad de reinados

#### Reinados por equipos
| Reinados | Equipo (s)                               |
| -------- | ---------------------------------------- |
| 2 veces  | Aussie Open, Guerrillas of Destiny, TMDK |

#### Reinados por luchador
| Reinados | Luchador (es)                                                                 |
| -------- | ----------------------------------------------------------------------------- |
| 2 veces  | Kyle Fletcher, Mark Davis, El Phantasmo, Hikuleo, Mikey Nicholls, Shane Haste |